# Amolops liangshanensis
Espèce
Synonymes
- Staurois liangshanensis Wu & Zhao, 1984

Statut de conservation UICN

 DD  : Données insuffisantes
Amolops liangshanensis est une espèce d'amphibiens de la famille des Ranidae.

## Répartition
Cette espèce est endémique de République populaire de Chine. Elle se rencontre entre 2 010 et 3 400 m d'altitude dans l'Ouest du Sichuan et dans le centre-Nord du Yunnan.

## Étymologie
Son nom d'espèce, composé de liangshan et du suffixe latin -ensis, « qui vit dans, qui habite », lui a été donné en référence au lieu de sa découverte, la préfecture autonome yi de Liangshan.

## Publication originale
- Wu & Zhao, 1984 : A rare karyotype of anurans, the karyotype of Rana phrynoides. Acta Herpetologica Sinica, New Series, Chengdu, vol. 3, no 4, p. 5-10.